# آپل (آلمان)
آپِل (به آلمانی: Appel) یک شهر در آلمان است که در هولنشتدت واقع شده‌است. آپل ۱٬۹۹۱ نفر جمعیت دارد.